# 莺河一水库
莺河一水库是中国湖北省襄阳市宜城市境内的一座水库，位于汉江支流莺河上游，建于1971年。水库正常库容为7631万立方米，平均水深为7.00米，集雨面积为147.5平方千米，海拔为132.7米。